# Венцлавице-Старе
Венцлави́це-Ста́ре (пол. Więcławice Stare) — село в Польше в сельской гмине Михаловице Краковского повета Малопольского воеводства.

## История
В первой четверти XIII века краковский епископ Иво Одровонж основал в селе католический приход. В 1326 году в селе была построена первая церковь. Одним из настоятелей этого храма был будущий епископ Миколай Замойский. В XIV веке село принадлежало рыцарю Якуб герба Лелива. В разное время село имело различные наименования: Вянчаславице, Венцеславич, Венцеславиче (Wyanczaslavicze, Wenceslavicz, Więczławicze). В XVI веке село перешло иезуитам, которые владели им до 1773 года, когда оно перешло в собственность польской короны. В конце XVIII века в селе находилось 34 домовладения с 185 жителями.
Село находится на Мадопольского пути святого Иакова.
В 1975—1998 годах село входило в состав Краковского воеводства.

## Население
По состоянию на 2013 год в селе проживало 291 человек.
| 2010 | 2013 |
| ---- | ---- |
| 227  | 291  |

Данные переписи 2013 года:
| Перепись  | Всего   | Всего | Женщины | Женщины | Мужчины | Мужчины |
| --------- | ------- | ----- | ------- | ------- | ------- | ------- |
| Единицы   | человек | %     | человек | %       | человек | %       |
| Население | 291     | 100   | 136     |         | 155     |         |

## Достопримечательности
- Церковь святого Иакова. Памятник культуры Малопольского воеводства (№ А-181[3]).